# جاموس
الجَامُوس (الجمع: جواميس) هو اسم شائع يُطلق على البقر الوحشي الذي يتبع قُبَيِّلَة Bubalina. تشمل هذه القبيلة الأنواع التالية: الجاموس الإفريقي، والأنوا، وجاموس الماء البري (بما في ذلك النوع المستأنس جاموس الماء). توجد الجواميس طبيعيًّا في إفريقيا جنوب الصحراء الكبرى وجنوب آسيا وجنوب شرق آسيا، وقد أُدخِلت الجماعات المستأنسة والوحشية إلى أوروبا والأمريكتين وأستراليا. بالإضافة إلى الأنواع الحية، تمتلك الجواميس سجلًا أحفوريًا واسعًا حيث عُثِرَ على كثير من البقايا من الأفروأوراسيا.
واسم ولد الجاموس الجُؤْذُر وجمعها جآذر.

## التصنيف
يوجد حاليًا جنسان معترف بهما من الجواميس - الإفريقي Syncerus و الآسيوي Bubalus. في حين أن غالبية الأعمال الجزيئية والمورفولوجية تدعم بقوة الاعتراف بهذين النوعين على أنهما تصنيفات شقيقة، منذ عام 2011 انتاب شك جديد حول عدد الأنواع التي يجب الاعتراف بها. في التصنيف "التقليدي" الذي قدمه بيتر غروب (Peter Grubb) في الإصدار الثالث لعام 2005 من العمل المرجعي التصنيفي المستخدم على نطاق واسع "أنواع ثدييات العالم" (Mammal Species of the World)، اعترف بالأنواع الستة التالية، مع تقسيم الجاموس الإفريقي إلى خمسة نُويعات بناءً على الاختلافات في القرون ولون الجلد.
- القُبَيِّلَة - Bubalina (روتيماير [الإنجليزية]، 1865)
  - جنس متاخم القرون، Syncerus (هوجسون Hodgson، 1847)
    - الجاموس الإفريقي - Syncerus caffer (سبارمان، 1779)

  - جنس الجاموس الآسيوي - Bubalus (هاملتون-سميث، 1827)
    - أنوا الأراضي المنخفضة [الإنجليزية] - Bubalus depressicornis (هاميلتون- سميث، Hamilton-Smith، 1827)
    - أنوا الجبال [الإنجليزية] - Bubalus quarlesi (آونز ، Ouwens 1910)
    - جاموس ميندورو القزم - Bubalus mindorensis (أود، Heude، 1888)
    - جاموس الماء - Bubalus bubalis (لينيوس، 1758)
    - جاموس الماء البري - Bubalus arnee (كير، Kerr، 1792)

في عام 2011، اعترفا غروفز (Grubb) وغراب (Grubb) بأربع نويعات من الجاموس الإفريقي على أنها أنواع مستقلة. وقد جادلا بأنه ينبغي اعتبار هذه الأنواع منفصلة بناءً على مفهوم الأنواع التطورية، والتي تنص على أنه يمكن الاعتراف بأي مجموعة نوعًا إذا كان يمكن تشخيص عضو ما على أنه ينتمي إلى تلك المجموعة. تبنّى عالم الأحياء البقري كستيو (Castelló) تفسير غروفز وغراب التصنيفي، لكن آخرين عبروا عن قلقهم من أن هذا الاقتراح التصنيفي يحتاج إلى مزيد من الأدلة الإضافية قبل اعتماده.
فيما يلي قائمة بالأنواع "الجديدة" التي اعترف بها غروفز وغراب (2011) مع الأسماء الشائعة التالية وضعها كستيو (2016) في كتابه بقريات العالم (Bovids of the World): لاحظ أن الأسماء الشائعة الأخرى قد استخدمت من قبل الآخرين، وعمليًا تُعرف جميع الأصناف ببساطة باسم "جاموس الكاب".
- جنس متاخم القرون (الجاموس الإفريقي)، Syncerus (هودجسون ، 1847)

- جاموس الغابة الإفريقي - Syncerus nanus (بودارت، Boddaert، 1785)
- جاموس بحيرة تشاد - Syncerus brachyceros (غراي، Gray، 1837)
- جاموس فيرُنْغا - Syncerus mathewsi (لايدكر، Lydekker، 1904)
- Syncerus caffer - (سبارمان، Sparrman، 1779) - جاموس الكاب

## الجواميس الوحشية
أُدْخِلَت الجماعات المستأنسة والوحشية إلى أوروبا والأمريكتين وأستراليا. الجواميس الوحشية في أستراليا هي جواميس الماء من صنفين: جاموس نهري ومستنقعي، ويعيش في منطقة توب آند [الإنجليزية]. أُعيد تدجين البعض. 